# Sullivan (Nueva York)
Sullivan es un municipio del condado de Madison, ubicado en el estado de Nueva York, Estados Unidos. Tiene una población estimada, a mediados de 2023, de 14 617 habitantes.
Las oficinas judiciales y municipales están en la localidad de Chittenango.

## Geografía
Se localiza en las coordenadas 43°05′26″N 75°53′01″O / 43.09056, -75.88361 (43.090656, -75.883563).

## Demografía
Según la estimación 2019-2023 de la Oficina del Censo, los ingresos medios de los hogares son de $78,989 y los ingresos medios de las familias son de $98,180. Alrededor del 8.3% de la población está por debajo de la línea de pobreza.